# Spilichneumon doii
Spilichneumon doii är en stekelart som beskrevs av Tohru Uchida 1930. Spilichneumon doii ingår i släktet Spilichneumon och familjen brokparasitsteklar. Inga underarter finns listade i Catalogue of Life.